# Better Call Saul (Breaking Bad)
«Better Call Saul» es el octavo episodio de la segunda temporada de la serie de televisión estadounidense de drama Breaking Bad. Fue escrito por Peter Gould y dirigido por Terry McDonough.
Este episodio marca la primera aparición de Bob Odenkirk como Saul Goodman en la serie. Fue ascendido a principal en la temporada 3, permaneció en la serie hasta su final y luego repitió el papel en Better Call Saul.

## Trama
Después de que Badger es arrestado en una operación encubierta por la policía de Albuquerque, Walt y Jesse buscan contratar a un abogado sombrío y extravagante llamado Saul Goodman. Saul ya ofreció ser el asesor legal de Badger y descubrió que la DEA espera que Badger los conduzca a «Heisenberg». Walt se hace pasar por el tío de Badger y va a la oficina de Saul, donde descubre que Saul le aconsejará a Badger que hable para evitar la prisión. Walt le ofrece un soborno a Saul para evitar que Badger confiese, pero Saul se niega.
Walt y Jesse recurren al secuestro de Saul, amenazando con matarlo si no evita que Badger les informe. Sin embargo, Saul ve a través de sus tácticas de miedo y, en cambio, solicita el pago para que pueda representarlos legalmente y mantener sus conversaciones confidenciales. Saul le cuenta al dúo sobre un hombre, Jimmy «In-'N-Out» (en español: «Dentro y Fuera») Kilkelly, que se gana la vida siendo pagado por otros delincuentes para ir a la cárcel, y ofrece que lo sustituya como Heisenberg. La DEA atrapa a Kilkelly cuando Badger les da un trato falso, pero Hank no está completamente convencido. Más tarde, Saul visita a Walt en su secundaria, diciéndole que es demasiado fácil de encontrar. Saul ofrece ser el consejero y asesor legal a tiempo completo de Walt para cubrir sus huellas.
Skyler va a trabajar un sábado y Walt se da cuenta de que se está vistiendo especialmente bien para su trabajo con Ted. Al ver que Hank se ha escondido en su casa, Walt le da un discurso motivador, hablando sobre cómo no ha tenido ningún miedo en su vida desde que le diagnosticaron cáncer de pulmón terminal. Esto ayuda a Hank a salir de la casa, pero aún tiene ataques de pánico. Mientras tanto, Jesse se ha acostado con Jane y descubre que se está recuperando de la adicción. Más tarde, después de que Jesse ordena un colchón para su departamento, él y Jane tienen relaciones sexuales una vez más.

## Producción
El episodio fue escrito por Peter Gould y dirigido por Terry McDonough. Se emitió por AMC en los Estados Unidos y Canadá el 26 de abril de 2009.
Los eventos de este episodio se mencionan en el episodio de la sexta temporada de Better Call Saul, " Breaking Bad". El diálogo y las interacciones de Saul en "Better Call Saul" se convirtieron en elementos esenciales en la creación de personajes y tramas para la serie precuela derivadas del mismo nombre. Cuando Walter y Jesse usan máscaras e intentan obligar a Saul a punta de pistola a aceptar su caso, Saul, después de haber confundido a los dos con los ejecutores del cártel, intenta culpar a un hombre conocido como «Ignacio» y pregunta si «Lalo» los envió. Dentro de la serie precuela Better Call Saul, se trata de Nacho Varga, miembro del cártel Salamanca y Lalo Salamanca, sobrino de Héctor Salamanca.

## Recepción de la crítica
El episodio fue muy bien recibido. Donna Bowman de The A.V. Club le dio al episodio una A y elogió el papel evolutivo de Jesse y Walt en el mundo de las drogas.
En 2019, The Ringer clasificó a "Better Call Saul" como el duodécimo mejor de los 62 episodios de Breaking Bad. 